# Olympische Winterspiele 2018/Freestyle-Skiing – Aerials (Männer)
Der Aerials-Wettkampf der Männer bei den Olympischen Winterspielen 2018 fand am 18. Februar 2018 um 20:00 Uhr Ortszeit (12:00 Uhr MEZ) im Phoenix Snow Park statt.
Olympiasieger wurde Oleksandr Abramenko aus der Ukraine vor dem Chinesen Jia Zongyang und Ilja Burow aus dem Team der Olympischen Athleten aus Russland.

## Ergebnisse

### 1. Qualifikationsrunde
| Rang | Athlet                 | Land                             | Punkte | Anmerkung |
| ---- | ---------------------- | -------------------------------- | ------ | --------- |
| 1    | Jonathon Lillis        | Vereinigte Staaten               | 127,44 | Q         |
| 2    | Qi Guangpu             | China                            | 126,70 | Q         |
| 3    | Jia Zongyang           | China                            | 126,55 | Q         |
| 4    | Stanislau Hladtschanka | Belarus                          | 126,11 | Q         |
| 5    | Pawel Krotow           | Olympische Athleten aus Russland | 124,89 | Q         |
| 6    | Olivier Rochon         | Kanada                           | 124,34 | Q         |
| 7    | Dimitri Isler          | Schweiz                          | 123,98 |           |
| 8    | Ilja Burow             | Olympische Athleten aus Russland | 123,98 |           |
| 9    | Oleksandr Abramenko    | Ukraine                          | 123,01 |           |
| 10   | Wang Xindi             | China                            | 121,24 |           |
| 11   | Anton Kuschnir         | Belarus                          | 120,80 |           |
| 12   | Maxim Burow            | Olympische Athleten aus Russland | 117,65 |           |
| 13   | Noé Roth               | Schweiz                          | 116,06 |           |
| 14   | Mischa Gasser          | Schweiz                          | 113,72 |           |
| 15   | David Morris           | Australien                       | 112,83 |           |
| 16   | Liu Zhongqing          | China                            | 107,08 |           |
| 17   | Naoya Tabara           | Japan                            | 103,98 |           |
| 18   | Maxim Gustik           | Belarus                          | 92,92  |           |
| 19   | Ildar Badrutdinow      | Kasachstan                       | 89,18  |           |
| 20   | Nicolas Gygax          | Schweiz                          | 88,29  |           |
| 21   | Lewis Irving           | Kanada                           | 87,17  |           |
| 22   | Eric Loughran          | Vereinigte Staaten               | 86,28  |           |
| 23   | Mac Bohonnon           | Vereinigte Staaten               | 85,97  |           |
| 24   | Lloyd Wallace          | Großbritannien                   | 73,06  |           |
| 25   | Stanislaw Nikitin      | Olympische Athleten aus Russland | 70,59  |           |

### 2. Qualifikationsrunde
| Rang | Athlet              | Land                             | 1. Durchgang | 2. Durchgang | Bestwert | Anmerkung |
| ---- | ------------------- | -------------------------------- | ------------ | ------------ | -------- | --------- |
| 1    | Ilja Burow          | Olympische Athleten aus Russland | 123,98       | 126,55       | 126,55   | Q         |
| 2    | David Morris        | Australien                       | 112,83       | 124,89       | 124,89   | Q         |
| 3    | Dimitri Isler       | Schweiz                          | 123,98       | 88,94        | 123,98   | Q         |
| 4    | Oleksandr Abramenko | Ukraine                          | 123,01       | 123,08       | 123,08   | Q         |
| 4    | Liu Zhongqing       | China                            | 107,08       | 123,08       | 123,08   | Q         |
| 6    | Mischa Gasser       | Schweiz                          | 113,72       | 121,72       | 121,72   | Q         |
| 7    | Anton Kuschnir      | Belarus                          | 120,80       | 121,27       | 121,27   |           |
| 8    | Wang Xindi          | China                            | 121,24       | 96,38        | 121,24   |           |
| 9    | Maxim Burow         | Olympische Athleten aus Russland | 117,65       | 116,37       | 117,65   |           |
| 10   | Noé Roth            | Schweiz                          | 116,06       | 116,64       | 116,64   |           |
| 11   | Mac Bohonnon        | Vereinigte Staaten               | 85,97        | 112,39       | 112,39   |           |
| 12   | Stanislaw Nikitin   | Olympische Athleten aus Russland | 70,59        | 111,06       | 111,06   |           |
| 13   | Naoya Tabara        | Japan                            | 103,98       | 78,73        | 103,98   |           |
| 14   | Lloyd Wallace       | Großbritannien                   | 73,06        | 100,03       | 100,03   |           |
| 15   | Ildar Badrutdinow   | Kasachstan                       | 89,18        | 94,47        | 94,47    |           |
| 16   | Maxim Gustik        | Belarus                          | 92,92        | 89,14        | 92,92    |           |
| 17   | Nicolas Gygax       | Schweiz                          | 88,29        | 88,92        | 88,92    |           |
| 18   | Lewis Irving        | Kanada                           | 87,17        | 78,73        | 87,17    |           |
| 19   | Eric Loughran       | Vereinigte Staaten               | 86,28        | 72,40        | 86,28    |           |

### Finale
| Rang | Athlet                 | Land                             | 1. Durchgang | Rang | 2. Durchgang  | Rang          | 3. Durchgang  | Rang          |
| ---- | ---------------------- | -------------------------------- | ------------ | ---- | ------------- | ------------- | ------------- | ------------- |
| 1    | Oleksandr Abramenko    | Ukraine                          | 125,67       | 3    | 125,79        | 4             | 128,51        | 1             |
| 2    | Jia Zongyang           | China                            | 118,55       | 9    | 128,76        | 1             | 128,05        | 2             |
| 3    | Ilja Burow             | Olympische Athleten aus Russland | 122,13       | 6    | 123,53        | 6             | 122,17        | 3             |
| 4    | Pawel Krotow           | Olympische Athleten aus Russland | 126,11       | 2    | 124,89        | 5             | 103,17        | 4             |
| 5    | Olivier Rochon         | Kanada                           | 125,67       | 4    | 128,05        | 2             | 98,11         | 5             |
| 6    | Stanislau Hladtschanka | Belarus                          | 123,01       | 5    | 126,70        | 3             | 92,61         | 6             |
| 7    | Qi Guangpu             | China                            | 127,44       | 1    | 122,17        | 7             | ausgeschieden | ausgeschieden |
| 8    | Jonathon Lillis        | Vereinigte Staaten               | 121,68       | 7    | 95,47         | 8             | ausgeschieden | ausgeschieden |
| 9    | Liu Zhongqing          | China                            | 119,47       | 8    | 94,57         | 9             | ausgeschieden | ausgeschieden |
| 10   | David Morris           | Australien                       | 111,95       | 10   | ausgeschieden | ausgeschieden | ausgeschieden | ausgeschieden |
| 11   | Mischa Gasser          | Schweiz                          | 99,12        | 11   | ausgeschieden | ausgeschieden | ausgeschieden | ausgeschieden |
| 12   | Dimitri Isler          | Schweiz                          | 97,79        | 12   | ausgeschieden | ausgeschieden | ausgeschieden | ausgeschieden |